# 청계면
청계면(淸溪面)은 대한민국 전라남도 무안군에 중부에 위치한 면이다. 청계면에 목포대학교가 있으므로 인해 젊은층을 많이 찾아 볼 수 있다. 덕분에 무안읍보다 목포시와 많은 교류가 이루어지며 또한 의존하고 있다.

## 법정리
- 강정리
- 구로리
- 남성리
- 남안리
- 도대리
- 도림리
- 복길리
- 복룡리
- 사마리
- 상마리
- 서호리
- 송현리
- 월선리
- 청계리
- 청수리
- 청천리
- 태봉리

## 연혁
- 백제시대 : 면주 물아혜군 일서방, 이서방
- 신라시대 : 무주 무안군 일서방, 이서방(경덕왕 16년)
- 고려시대 : 물량군 일서방, 이서방(혜종원년), 나주목 무안현 일서방, 이서방(성종10년)
- 조선시대 : 무안현 일서방, 이서방(고종32년)
- 1909년 : 무안군 일서면(一西面), 이서면(二西面)
- 1914년 : 무안군 청계면

| 조선총독부령 제111호                                                                           |               |
| 구 행정구역                                                                                    | 신 행정구역   |
| 목포부 일서면 강정리, 태천리                                                                   | 청계면 강정리 |
| 목포부 일서면 관동리, 구로리                                                                   | 청계면 구로리 |
| 목포부 일서면 남청리, 가량리                                                                   | 청계면 남성리 |
| 목포부 일서면 도림리, 청림리, 양지촌리, 삼덕리, 대흥리, 대암리, 각량리                         | 청계면 도림리 |
| 목포부 일서면 복길리                                                                           | 청계면 복길리 |
| 목포부 일서면 복룡리, 용수리, 장재산리, 대곡리                                                 | 청계면 복룡리 |
| 목포부 일서면 상마전리, 하마전리, 용계리, 평림리                                               | 청계면 상마리 |
| 목포부 일서면 북산리, 송현리, 호산리, 농소촌리, 연화촌리, 대성리, 송정리                       | 청계면 송현리 |
| 목포부 일서면 낙천리, 중화리, 월선리, 일신리, 노월촌리, 지정리, 수정리, 학천리, 수월리, 신촌리 | 청계면 월선리 |
| 목포부 일서면 청계리, 행림리, 구암리, 학유정리, 가자리, 당치리, 중신기리                       | 청계면 청계리 |
| 목포부 이서면 남안리, 동암리, 상천리, 하조리                                                   | 청계면 남안리 |
| 목포부 이서면 도대리                                                                           | 청계면 도대리 |
| 목포부 이서면 남계리, 사마리, 하청천리, 삼로리                                                 | 청계면 사마리 |
| 목포부 이서면 신기리, 서호정리, 기동리, 연수리                                                 | 청계면 서호리 |
| 목포부 이서면 청수리, 신흥리, 연천리, 월곡리, 상학천리                                         | 청계면 청수리 |
| 목포부 이서면 상청천리                                                                         | 청계면 청천리 |
| 목포부 이서면 태봉리, 니동리                                                                   | 청계면 태봉리 |

## 주요 기관
- 목포대학교 도림캠퍼스
- 한국폴리텍대학 목포캠퍼스
- 청계중학교 (도림리)
- 청계남초등학교 (청계리)
- 청계북초등학교 (남안리)
- 청계초등학교 (상마리)
  - 청계서분교 (폐교) - 청계면 청운로 358 (도대리)